# Zapata Arctic (schip, 1984)
De Zapata Arctic is een halfafzinkbaar boorplatform dat in 1984 gebouwd werd door Bethlehem Steel voor Zapata. Het SS-4000-ontwerp van Zapata bestaat uit twee pontons met daarop elk drie kolommen.
In 1984 voltooide de Zapata Arctic met de Wodeco IX de evaluatieboringen in het Yacheng 13-1-veld nadat de Glomar Java Sea was gezonken bij Hainan in de Zuid-Chinese Zee in tyfoon Lex waarbij alle 81 bemanningsleden om het leven waren gekomen.
In 1992 nam Petrobras het over als Petrobras XXV waarna het werd omgebouwd tot Floating Production System. Als halfafzinkbaar productieplatform werd het daarna vanaf 1996 ingezet in het Campos-bekken in het Albacora-veld.